# Helminthophis frontalis
Helminthophis frontalis — вид змій родини американських сліпунів (Anomalepididae). Мешкає в Коста-Риці і Панамі.

## Поширення і екологія
Helminthophis frontalis відомі з кількох місцевостей, розташованих в Коста-Риці і Панамі. Вони живуть у вологих тропічних лісах, на кавових плантаціях і в садах на висоті від 96 до 1435 м над рівнем моря. Ведуть риючий спосіб життя.